# 閻邦
閻邦（1543年—？），字至道，湖廣羣牧所籍，長沙府長沙縣人，明朝政治人物。

## 生平
嘉靖四十三年（1564年）甲子科湖廣鄉試第七十四名，萬曆五年（1577年）丁丑科進士。授工部都水司主事，因通晓风水，萬曆十一年奉命堪选神宗陵地。後升任浙江台州府知府，二十三年三月升廣東副使。

## 家族
曾祖閻達；祖父閻景，曾任王府引禮官；父閻朝京，曾任恩例指揮。嫡母王氏；生母王氏。具慶下。